# 圣洛伦索 (奇里基省)
圣洛伦索（西班牙語：San Lorenzo）是巴拿马奇里基省圣洛伦索区的一个城市。 该市面积为136.8平方（52.8平方英里），2010年时人口为2,290，故其人口密度为16.7名居民每平方（43名居民每平方英里）。 1990年时人口为1,621，2000年时人口为1,772。